# Alchemilla plicatissima
Alchemilla plicatissima är en rosväxtart som beskrevs av Fröhner. Alchemilla plicatissima ingår i släktet daggkåpor, och familjen rosväxter. Inga underarter finns listade i Catalogue of Life.